# 安大略省衛生廳
安大略省衛生廳（英語：Ministry of Health）是安大略省政府的一個部門，負責管理加拿大安大略省的醫療系統。衛生廳長向安大略省省議會負責。
1999年，衛生廳更名為衛生及長期護理廳（Ministry of Health and Long-Term Care）。2019年6月20日，衛生及長期護理廳拆分為衛生廳及長期護理廳。

## 服務及計劃
- 安省醫療保險計劃（英语：Ontario Health Insurance Plan）
- 安省藥物福利計劃
- 安大略省公共衛生局（英语：Public Health Ontario）
- 安大略省衛生局
- 安省健康熱線

該廳亦規管該省醫院，運營醫療化驗室，以及協調緊急醫護服務。

## 外部連結
- 官方网站
- Ministry of Health and Long-Term Care organizational structure （页面存档备份，存于）
- Health Quality Ontario website （页面存档备份，存于）